# Liste des clans de la Camorra
Ceci est une liste non-exhaustive des clans de la Camorra et de leurs lieux d'origine. Un clan est une unité de base de la Camorra, une organisation criminelle originaire de Campanie. Actuellement, on estime qu'il y a environ 111 clans Camorra, et environ 7 000 membres à part entière,,.

## Province d'Avellino

### Quindici
- Cava Clan
- Clan Graziano

## Province de Caserte

### Casal de Principe
- Clan Casalesi
- Clan De Angelis, Taliercio (affiliés)

### Maddaloni
- Clan Farina (défunte)

### Marcianiser
- Clan Belforte

### Mondragon
- Clan La Torre (défunte)

### Pignataro Maggiore
- Clan Lubrano-Ligato (défunt)

## Ville métropolitaine de Naples

### Afragola
- Clan Moccia
- Clan Magliulo (défunt)

### Bacoli
- Clan Pariant

### Château de Stabia
- Clan d'Alessandro
- Clan Cesarano
- Clan Omobono-Scarpa (défunte)

### Ercolano
- Clan Ascion
- Clan Birra (défunte)

### Giugliano en Campanie
- Clan Mallardo

### Marano de Naples
- Clan Abbinante
- Clan Nuvoletta (défunte)
- Clan Polverino
- Clan d'Orlando

### Naples
- Clan Aprea-Cuccaro
- Clan Mazzarella
- Clan Giuliano (défunte)
- Clan Puccinelli
- Cimmino Clan
- Clan Contini
- Clan Lago (défunte)
- Clan De Luca Bossa
- Clan Sarno (défunt)
- Clan D'Amico (défunte)
- Clan Di Biasi (défunte)
- Clan Mariano
- Clan Di Lauro
- Clan Rici
- Clan Russo (Quartieri Spagnoli) (défunt)
- Clan Lo Russo (défunte)
- Clan Terracciano
- Clan Pagnozzi
- Clan Potenza (défunte)
- Clan Rinaldi
- Clan Misso (défunte)
- Clan Perrella (défunte)
- Clan Licciardi
- Clan Sacco-Bocchetti

### Nola
- Clan Russo (Nola)

### San Giuseppe Vesuviano
- Clan Fabbrocino

### Poggiomarino
- Clan Galasso (défunte)

### Pouzzoles
- Clan Beneduce-Longobardi

### Portici
- Clan Vollaro

### San Giorgio à Cremano
- Clan Abate (défunte)
- Clan Troia

### Sant'Antimo
- Clan Puca
- Clan Vert
- Clan Ranucci (défunte)

### Saviano
- Clan Alfieri (défunt)

### Torre Annunziata
- Clan Gionta
- Clan Gallo-Cavalieri
- Clan tamarisco

### Boscotrecase/Boscoreale
- Clan Vangone-Limelli

### Tour du Greco
- Clan Falanga
- Clan Gargiulo (défunt)

## Province de Salerne

### Battipaglia
- Clan Pecoraro-Renna

### Éboli
- Clan Maiale

### Salerne
- Clan D'Agostino-Panella

### Scafati
- Clan Matrone